# Ahmed Saïd ou Abdoun
Ahmed Saïd ou Abdoun (1844-1895),  bandit d'honneur kabyle originaire de village Agraraj de la tribu Aït Djenad en Kabylie, est considéré comme l'un des célèbres bandits d'honneur qui marquèrent la région kabyle dans les années 1890.

## Une vie face à la répression coloniale
Cultivateur, originaire d’Aït Djenad, du village Agraraj , Ahmed ou Abdoun est issu d’une famille dite maraboutique. En 1884, il est accusé du meurtre d’un adjoint-indigène appartenant à une famille rivale de la sienne et, à la suite d'un procès controversé, il est condamné à mort la même année. Sa peine est commuée en travaux forcés à perpétuité. Il est alors embarqué pour la Guyane. Le 11 octobre 1886, il parvient à s’évader du bagne et suit alors un parcours rocambolesque à travers l’Atlantique. Il aurait notamment travaillé sur les chantiers du canal de Panama avant de revenir en Europe puis en Algérie. De retour en Kabylie, il constitue une bande célèbre qu’il dirige avec son frère, Mohammed ben el Hadj Amar ou Abdoun. Cette bande ainsi que celle d'Arezki El Bachir, inquiétèrent profondément les autorités coloniales françaises. Celles-ci décident de plusieurs opérations de recherche en 1892 puis 1893. La troisième opération, menée de novembre 1893 à janvier 1894 aboutit à l'arrestation ou à la mort des principaux bandits souvent qualifiés de bandits d'honneur.

## Des villages ruraux bouleversés par la colonisation
En effet, ces bandits émergent d'une société en proie à de nombreuses transformations sous le poids et la pression de la colonisation. Les restrictions foncières comme les restrictions de droits d'usage dans les forêts pèsent sur les conditions de vie des ruraux qui peuvent considérer positivement les agissements de ces individus comme une légitime opposition à la colonisation.

## Condamnation à mort
Il est condamné à mort pour la seconde fois en 1895 et exécuté le 14 mai de la même année en même temps que cinq autres compagnons de sa bande dont Arezki El Bachir. L'exécution a lieu devant une foule d'Européens venus parfois d'Alger pour assister à l'exécution.